# 신보 (가야)
신보(申輔)는 금관가야의 천부경(泉府卿)이다. 거등왕의 둘째 부인 모정부인은 그의 딸이다. 가락국기에 따르면 48년 허황옥이 인도에서 금관가야로 건너올 때 조광과 함께 그녀의 시종으로 따라왔다고 한다.

## 가족
- 문신 : 신보(申輔)
- 부인 : 미상
  - 사위 : 거등왕(居登王)
  - 딸 : 모정부인(慕貞夫人)
    - 외손자 : 마품왕(麻品王)